# Leucania albivena
Leucania albivena är en fjärilsart som beskrevs av Moore 1881. Leucania albivena ingår i släktet Leucania och familjen nattflyn. Inga underarter finns listade i Catalogue of Life.